# لوئی ژرژ گوی

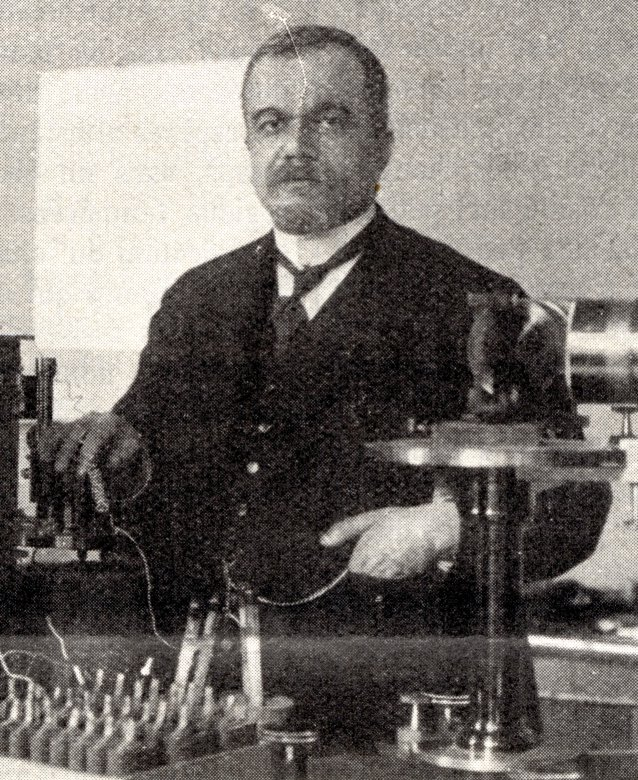
نگارهٔ لوئی ژرژ گوی، فیزیک‌دان فرانسوی - ۱۹۲۶

لوئی ژرژ گوی (انگلیسی: Louis Georges Gouy؛ زاده ۱۹ فوریهٔ ۱۸۵۴ درگذشته ۲۷ ژانویهٔ ۱۹۲۶) فیزیک‌دان اهل فرانسه بود.